# Горгони (сериал)
„Горгони“ (на английски: Gargoyles) е американски анимационен сериал, създаден от Грег Уайзман. Продуциран е от Грег Уайсман и Франк Пур, и се излъчва от 24 октомври 1994 г. до 15 февруари 1997 г. По това време „Горгони“ е приветстван като амбициозен анимационен сериал на Disney, стремящ се към по-възрастната публика и взимащ по-тъмен тон. „Горгони“ е познат със своите сложни сюжетни линии и мелодрама.

## Възприемане
През януари 2009 г. IGN поставя „Горгони“ на 45-о място в Топ 100 за 100-те най-добри анимационни шоута.